# Milton Friedman
 Der er for få eller ingen kildehenvisninger i denne artikel, hvilket er et problem. Du kan hjælpe ved at angive troværdige kilder til de påstande, som fremføres i artiklen.

Milton Friedman (født 31. juli 1912, død 16. november 2006) var en amerikansk økonom og en af de mest fremtrædende fortalere for økonomisk liberalisme i 1900-tallet. Han er bedst kendt for sit arbejde inden for makroøkonomien og for sin støtte til laissez faire-kapitalisme. I 1951 modtog han som en af de første nogensinde John Bates Clark-medaljen, der tildeles den amerikanske økonom under 40 år, som vurderes at have ydet det vigtigste bidrag til økonomisk tankegang og viden. I 1976 tildeltes han Nobelprisen i økonomi for sine arbejder inden for forbrugsanalyse, monetær historie og teori samt stabiliseringspolitik. Friedmans bog Free to Choose, hvis omdrejningspunkt var frihed – økonomisk, politisk og personlig – var den bedst sælgende ikke-skønlitterære bog i USA i 1980 og dannede grundlag for en tv-serie i 10 afsnit, som blev vist på den amerikanske PBS-station i starten af 1980'erne.
Milton Friedman er også kendt for at være "monetarismens fader".
Milton Friedman er ligeledes kendt for sine ideer om strukturel (som han kaldte naturlig) arbejdsløshed. Er ledigheden i forvejen på dette niveau, som ikke er fastlagt en gang for alle, men varierer alt efter hvilke forhold m.v. der er til stede i landet, vil yderligere økonomisk-politiske tiltag for at nedsætte ledigheden kun føre til overophedning og øget inflation, idet kravene om kvalificeret arbejdskraft fra erhvervslivet ikke vil kunne imødekommes af de ledige. Der skabes såkaldte flaskehalse. 
Friedman var en af præsident Reagans nærmeste økonomiske rådgivere, og han blev i 1988 tildelt Presidential Medal of Freedom, ligesom han samme år modtog National Medal of Science.

## Karriere
Hans karriere begyndte på Rutgers University i New Jersey. Hovedinteressen blev økonomi, efter at han først var startet på matematik og forsikringsvidenskab. Herefter tog han til Chicago, hvor han var indtil 1940, afbrudt af et kort ophold på Columbia University i 1932-33, og her fik han sin Ph.D.-grad ved at skrive bogen Income from independent professionel practise. To år forinden blev han gift med Rose Director, som han senere udgav en række værker sammen med, hvor den kendteste er Free to choose, en bog der er solgt i over en halv million eksemplarer.

## Personligt liv
Friedman skrev udførligt om sit liv og erfaringer. I 1998 skrev han sammen med sin kone sine erindringer i værket Two Lucky People. Milton døde af et hjertesvigt i en alder af 94 år i San Francisco den 16. november 2006.

## Friedman og monetarismen
I 1970’erne var monetarismen et brud med keynesianismen, da der nu skulle accepteres en naturlig arbejdsløshed, som man kun kunne ændre på gennem langsigtet strukturpolitik. Hvis man kunstigt forsøger at sænke renten ved at åbne mulighed for en større efterspørgsel af varer, vil det blot resultere i en forventning om inflation, hvilket dernæst vil igangsætte en ukontrollerbar løninflation Det at det er forventningen om ændringer i inflation der spiller en rolle og ikke den reelle ændring, fik Friedman til at kritisere den oprindelige Phillipskurve.
Friedman mente, at hvis politikerne troede på den oprindelige Phillipskurve, og forsøgte at sænke arbejdsløsheden for til gengæld at acceptere en forhøjet inflation, ville det indebære at arbejdstagerne nødvendigvis måtte fokusere på den nominelle løn. Men det viser sig ifølge monetaristerne, at arbejdstageren er bevidst om at det er reallønnen der er afgørende, og adfærden omkring det at gå i arbejde vil derfor ikke ændre sig så længe lønstigninger blot bliver ædt op af inflationen. Derfor virkede den oprindelige philipskurve kun i det øjeblik, arbejdstageren begik forventningsfejl.

## Økonomisk politik
Som monetarismens fader er Friedman kendt for citatet ”Inflation is always and everywhere a monetary phenomenon”. Citatet dækker over, at inflation altid påvirkes gennem udbuddet af penge. Inflation skal derfor styres via en restriktiv pengepolitik, der øger pengemængden med det antal procent årligt, som inflationen ønskes at være. I stedet for at prøve at udjævne udviklingens høj- og lavpunkter via en aktiv pengepolitik skulle centralbanken altså efter Friedmans mening overholde en streng forpligtelse til at forøge pengemængden i en jævn rate.Hans synspunkter på området blev bl.a. præsenteret i forelæsningen "A Program for Monetary Stability" i 1960.

## Hong Kong
Friedman nævnte, at hvis man vil se hvordan kapitalismen fungerer, skal man se på Hong Kong. Senere har han skrevet at Hong Kong måske er det bedste eksempel på en fri markedsøkonomi i Verden. 

## Chile
Friedman var kontroversiel i politiske kredse, ikke kun fordi han gik ind for en radikal politik, men også fordi han blev beskyldt for at støtte den chilenske diktator Augusto Pinochets regime i 1970'erne. Friedman besøgte Chile i 1975 og afholdt adskillige foredrag og mødtes i denne sammenhæng med Pinochet. "The Chicago Boys", en gruppe af chilenske økonomer, der var stærkt inspireret af Friedmans økonomiske tankegang, som lå bag den økonomiske politik, der blev ført i Chile. Da Friedman modtog Nobelprisen i økonomi i 1976, mødtes han af demonstranter, der protesterede mod hans støtte til Pinochets regime.
Friedman mente, at den økonomiske politik, der blev fulgt i Chile under Pinochets styre, gjorde underværker for landet. Friedmans påstand var, at frie markeder skaber de bedste betingelser for demokrati, og at hvor folk får magten over deres egne økonomiske valg, vil de kræve magt over dem, der udøver offentlig myndighed. Friedman selv brugt udtrykket "miraklet i Chile" om diktaturets økonomiske politik.

## Kritik
I sin bog The Shock Doctrine kritiserede forfatteren Naomi Klein Friedmans økonomiske liberalisme, og viste at principperne var ledende i den økonomiske omstrukturering, der fulgte militærkupene i lande som Chile og Indonesien. Ifølge Klein medførte den neoliberale politik stigende indkomstforskelle og ulighed. Både Klein og Noam Chomsky mener, at neoliberalismens primære rolle er at være et ideologisk dække over multinationale selskabers kapitalakkumulation.